# Kohlwanze

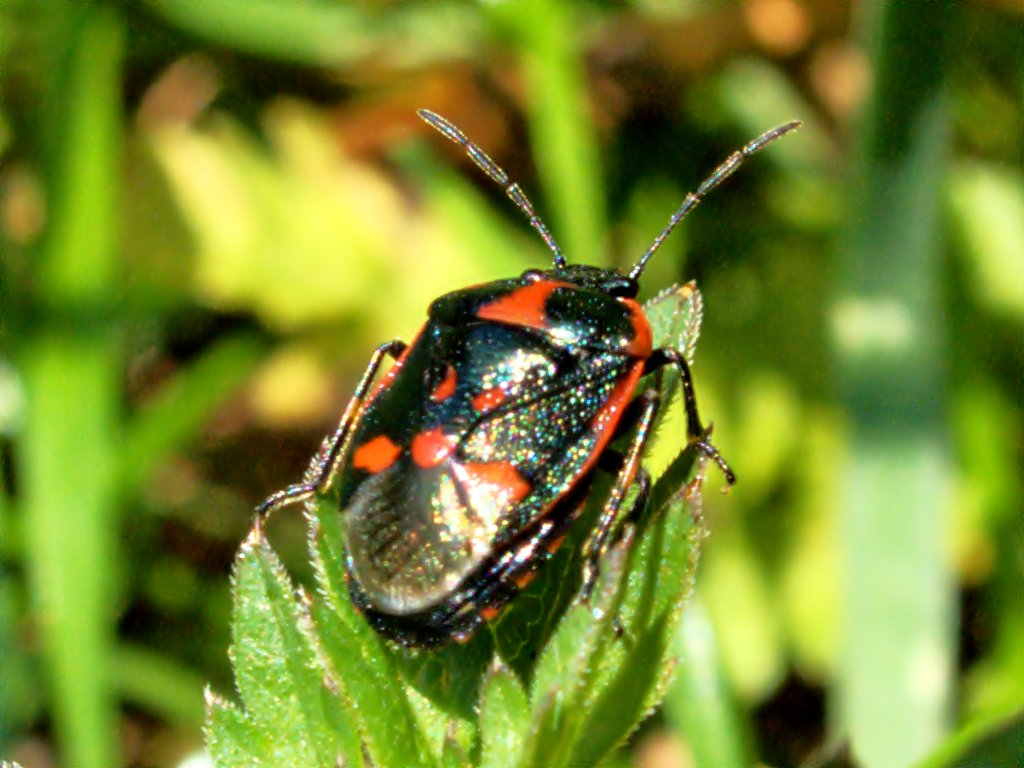
Kohlwanze mit roter Färbung

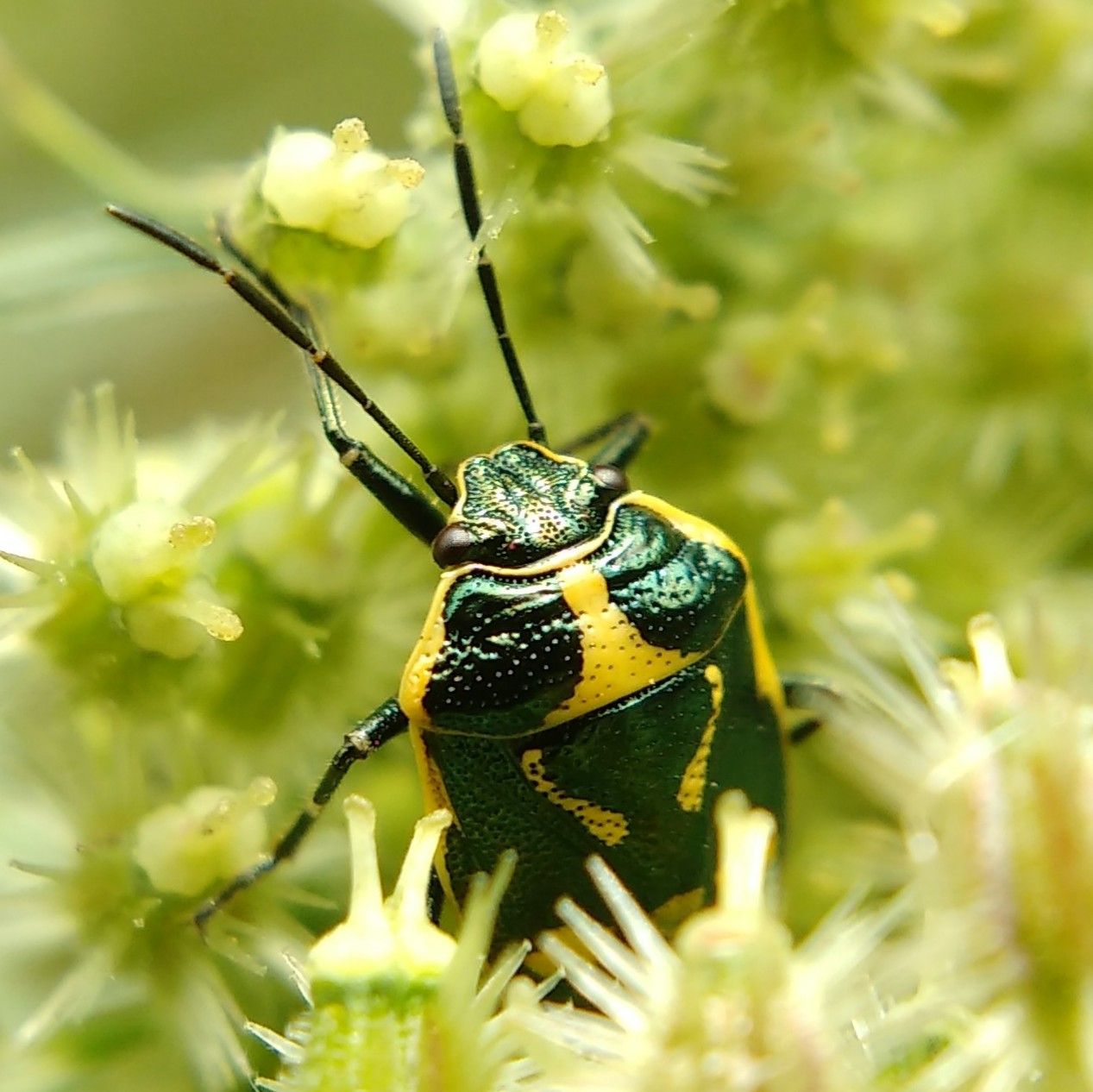
Kohlwanze mit gelber Färbung

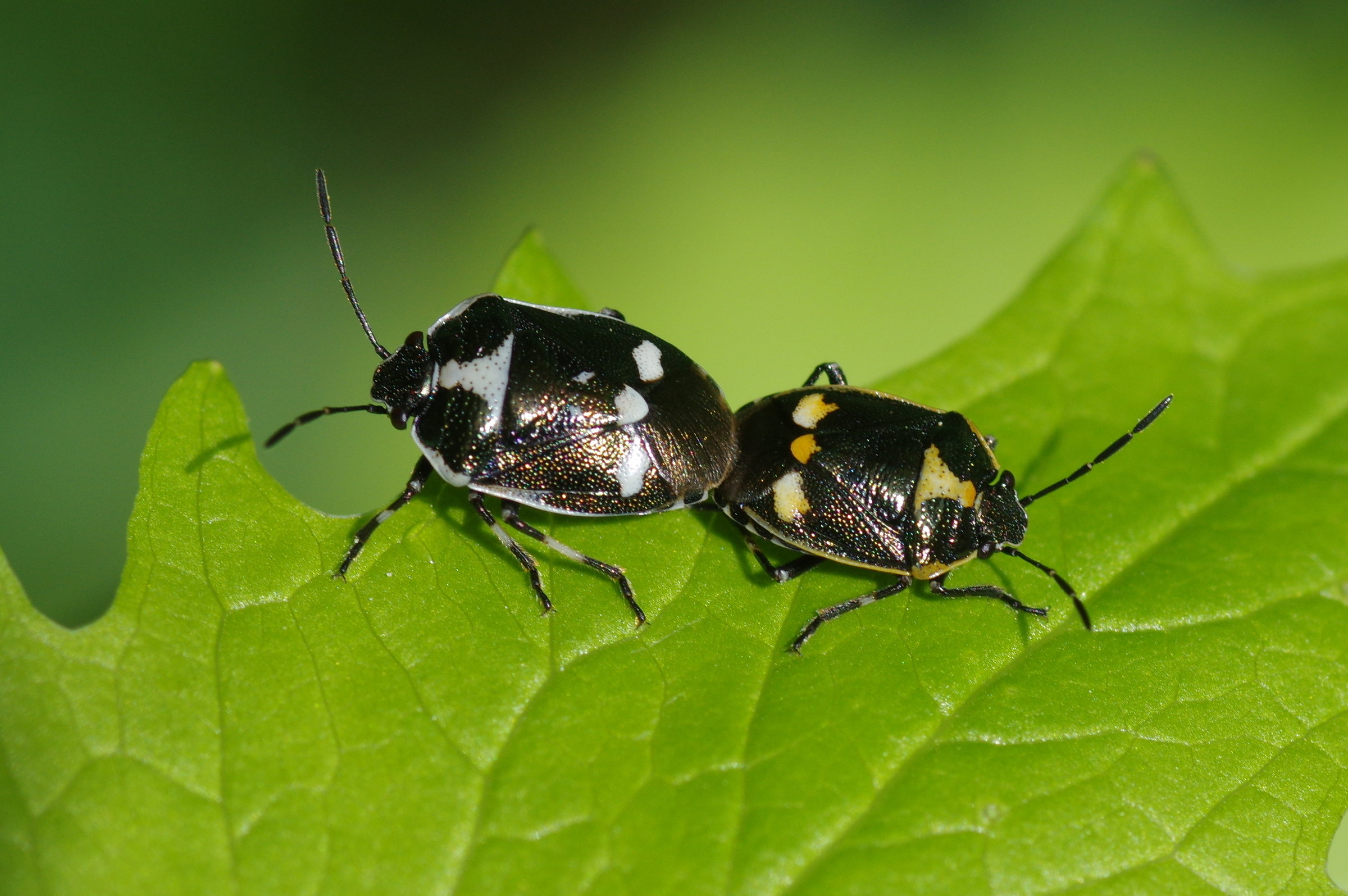
Kohlwanzen bei der Paarung

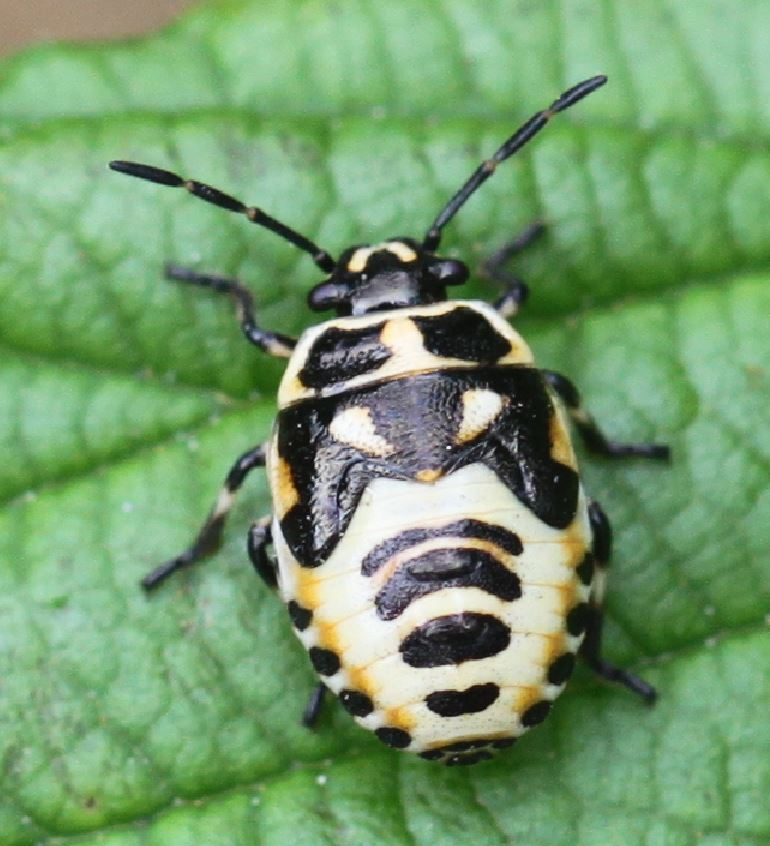
Nymphe der Kohlwanze im letzten Stadium

Die Kohlwanze (Eurydema oleraceum (Linnaeus, 1758), Syn.: E. oleracea, 1758, E. lineola lineola (Barensprung, 1859), E. lineola nevadensis (Lindberg, 1932), E. consobrina (Puton, 1871)) ist eine europäische Baumwanzenart der Gattung Eurydema.

## Beschreibung

### Merkmale
Wie andere Wanzen der Gattung Eurydema kommt auch die Kohlwanze in ganz unterschiedlichen Färbungen vor. Sie ist beige-schwarz, gelb- bis orange-schwarz oder rot-schwarz gezeichnet und sonst metallisch blau oder grün gefärbt. Die Unterseite des Insekts ist anfangs weiß bis hellgelblich und nach dem Winter schwarz gefärbt. Die Kohlwanze erreicht Körperlängen zwischen (6 bis) 7 und 9 mm. Südlich der Alpen ist die erste Generation mit 6 bis 7 mm kleiner als im Norden. In Italien kommen immer zwei Generationen vor.

### Lebensweise
Alle Wanzen der Gattung Eurydema entwickeln meist nur eine Generation pro Jahr. Nach der Überwinterung erfolgt im Frühjahr von Ende April bis Ende Mai die Paarung. Die Eier werden ab Juni in zweizeiligen Gelegen an Blättern und Stängeln der Wirtspflanzen abgelegt. Die Larven entwickeln sich von Juni bis Juli. Die Ernährung erfolgt durch Anstiche der Wirtspflanzen, deren Pflanzensaft gesaugt wird. Sobald die weiblichen Tiere erwachsen (Imagines) sind, können sie bei Geschlechtsreife sofort Eier legen. Hieraus entwickelt sich die zweite Generation, die im Herbst bereit für die Überwinterung ist.

### Ähnliche Arten
Ähnliche Arten sind die Schwarzrückige Gemüsewanze (Eurydema ornata) und die Zierliche Gemüsewanze (Eurydema dominulus). Eurydema ornata ist mit 8–10 mm größer als die Kohlwanze.

## Vorkommen
Kohlwanzen sind in ganz Europa verbreitet. Von den Kreuzblütlern werden vor allem Kohl, Steckrübe, Radies, Raps und Rüben befallen. Weitere Wirtspflanzen sind Luzerne und Rhabarber. Gelegentlich kommt sie auch auf Getreide und auf Kartoffeln vor. Die Wanzen sind scheu, flüchten schnell und sind bei der Kulturkontrolle von Kohlbeständen deshalb nicht leicht zu finden. Die Kohlwanze ist neben Chlorochroa juniperina eine der wenigen Wanzen, die in den westlichen Alpen noch über der Baumgrenze bis in 2600 Meter über dem Meer vorkommen.

## Pflanzenschädigung

### Symptome
Die Kohlwanze tritt an Kohlarten durch ihre Saugtätigkeit als Schädling auf. Die Blätter und andere Pflanzenteile werden von der Kohlwanze angestochen und dann Pflanzensaft entnommen. Durch diese Saugtätigkeit entstehen um die Anstichstelle hellere Zonen, die verwelken, deformieren und schließlich braun und rissig werden und herausfallen können. Am Stängel führt das Anstechen zur Verkorkung oder ebenfalls zur Deformierung. Blattränder verfärben sich in der Folge dunkler rötlich bis braun und dies kann weiter zum Einrollen führen. Tritt der Schädling in der Saatgutvermehrung auf, werden Welkeerscheinungen an Schote und Blüte sichtbar. Dabei wird die Blütenknospe angestochen, die abfällt oder die Samenanlage gestört, die folglich weniger zahlreich ausgebildet wird. Die Schäden werden durch Trockenheit verstärkt. Vergleichbare Schäden kann auch Eurydema ornata hervorrufen. Manchmal kann die Saugtätigkeit zum Absterben der Blätter und der ganzen Pflanze führen. Teilweise ähnelt der Schaden der zu Herzlosigkeit (fehlender Wachstumspunkt) der Kohldrehherzmücke. Beim Blumenkohl kommt es durch Anstiche zu ungleichem Wachstum einzelner Blumenteile, wodurch sich „Höcker“ bilden. Blumen verfärben sich an den Anstichstellen braun bis violettrot. Die meisten Schäden treten nach Crüger in den Monaten Mai bis Juli auf. Österreichische Beobachtungen bestätigen eine zweite Generation, die schädlicher ist.

### Gegenmaßnahmen
Möglich sind Behandlungen mit Mitteln, die eine Wirkung gegen saugende Insekten haben. Dabei ist zu beachten, dass die Wanzen aus benachbarten Weiden zuwandern können und die Bestände oft nur am Feldrand befallen. So genügt eine Teilbehandlung größerer Felder. Die Kohlwanze tritt verstärkt auf Kleinparzellen auf. Eine Behandlung ist nur alle paar Jahre bei sehr starkem Auftreten wirklich lohnend. Behandlungen können mit den Wirkstoffen Pyrethrine und Dimethoat oder mit Verbindungen aus der Gruppe der Pyrethroide erfolgen. In Österreich werden auch Kulturschutznetze empfohlen, um die Wanzen von Kohlkulturen fernzuhalten.